# Bibliothek im Eis

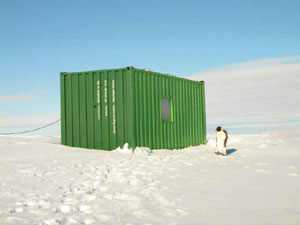
Bibliothek im Eis, 2005

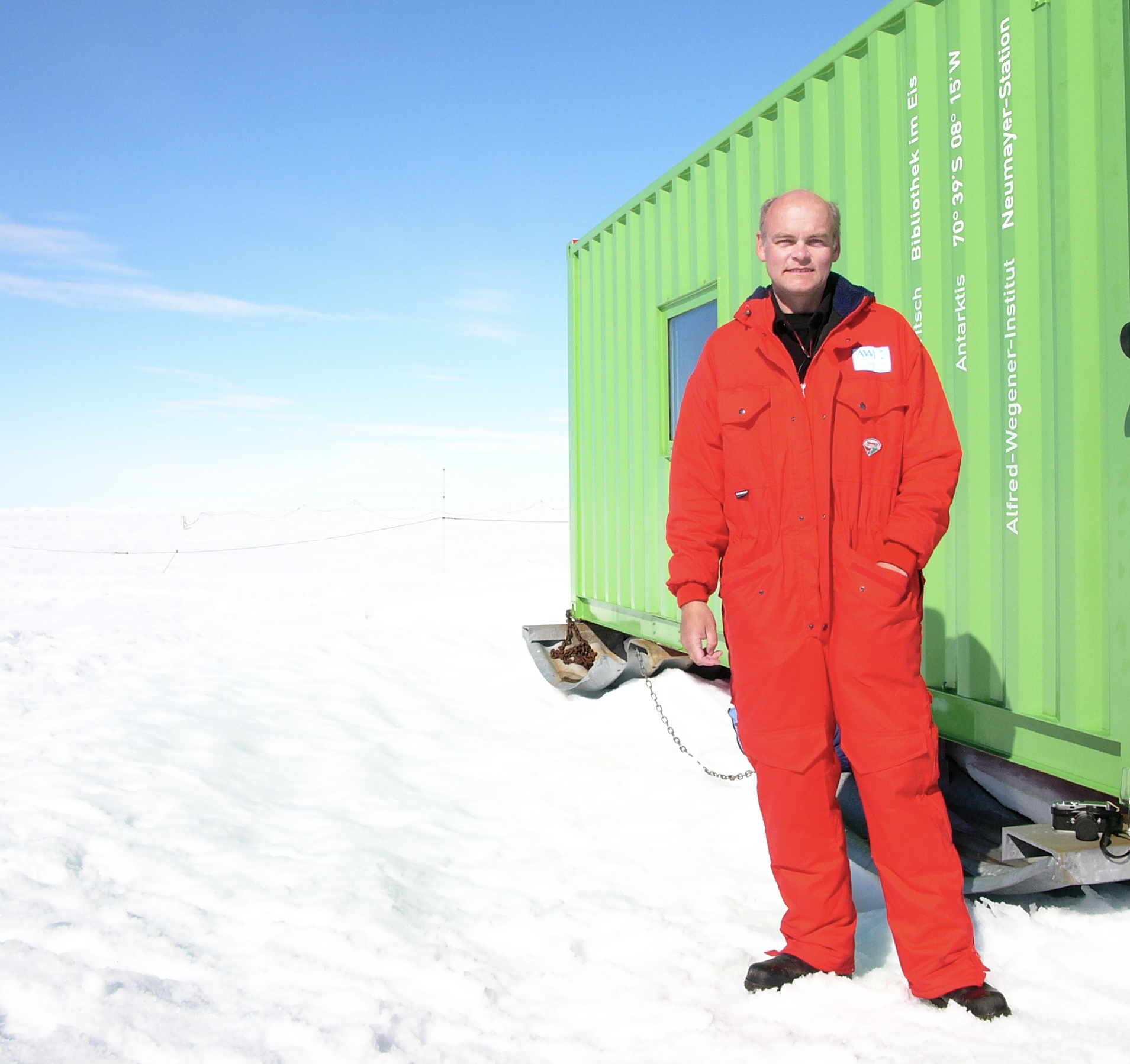
Lutz Fritsch neben seinem Kunstprojekt Bibliothek im Eis an der Neumayer-Station in der Antarktis

Die Bibliothek im Eis ist ein Kunstprojekt des Künstlers Lutz Fritsch. Sie stand ab Winter 2003/04 auf dem Ekström-Schelfeis in unmittelbarer Nähe zur antarktischen Forschungsstation Neumayer II. Nach der Auflösung von Neumayer II und der Errichtung der Neumayer-Station III einige Kilometer entfernt zog auch die Bibliothek im Eis im Februar 2009 vom alten Standort an den neuen Standort um (Koordinaten: 70° 40′ 8″ S, 8° 16′ 2″ W).

## Geschichte
Im Winter 1994/95 nahm der Kölner Künstler Lutz Fritsch zusammen mit Naturwissenschaftlern an der Expedition ANT-XII/2 des Alfred-Wegener-Instituts für Polar- und Meeresforschung in die Antarktis teil. Ziel war die deutsche Forschungsstation Neumayer II. Dort angekommen machte sich Fritsch ein Bild der naturräumlichen und technischen Gegebenheiten, darunter der Maßstabslosigkeit und der Unwirtlichkeit der Antarktis sowie der Enge und Funktionalität der unter dem Eis erbauten Station. „Mich faszinierte die Weite, die Maßstabslosigkeit des Naturraums, die Ästhetik der dem Eis innewohnenden Kräfte sowie der Kontrast zwischen der Zivilisations-Geschwindigkeit und der Langsamkeit und scheinbaren Raum-Zeitlosigkeit dieses Naturraums am Ende der Welt“, so Fritsch. So entstand die Idee für einen speziellen Raum auf dem Eis, abseits der Station. Aufgrund vieler Diskussionen des Künstlers mit den Naturwissenschaftlern entwickelte sich ein Dialog zwischen Kunst und Wissenschaft, den Fritsch fortsetzen wollte. Aus diesen Erlebnissen heraus, den Ort vor Augen, entwickelte Fritsch schon 1994 die Idee zur Bibliothek im Eis.
Der Bibliotheks-Container wurde mit Unterstützung des Alfred-Wegener-Instituts gebaut und im Winter 2003/04 auf dem deutschen Forschungsschiff Polarstern in die Antarktis gebracht. Im Winter 2004/05 baute Lutz Fritsch die Bibliothek in der Antarktis auf und stellte die Bücher ein. Am 19. Januar 2005 wurde die Bibliothek im Eis anlässlich des Jubiläumsjahres „25 Jahre Alfred-Wegener-Institut“ im Bremer Rathaus eingeweiht. Ihr 20. Geburtstag wurde mit einer Präsentation des Künstlers in der Stadtbibliothek Bremerhaven gefeiert.

## Aufbau

### Außen
Die Bibliothek befindet sich in einem speziell isolierten 20-Fuß-ISO-Container, dessen Außenwände jeweils in einem anderen Grünton lackiert sind, da Grün die Farbe ist, die den im Eis lebenden Wissenschaftlern vollständig fehlt. Der Boden und das Dach der Bibliothek sind leuchtend rot lackiert. Damit bildet die „Bibliothek im Eis“ schon von weitem einen Orientierungspunkt.

### Innen

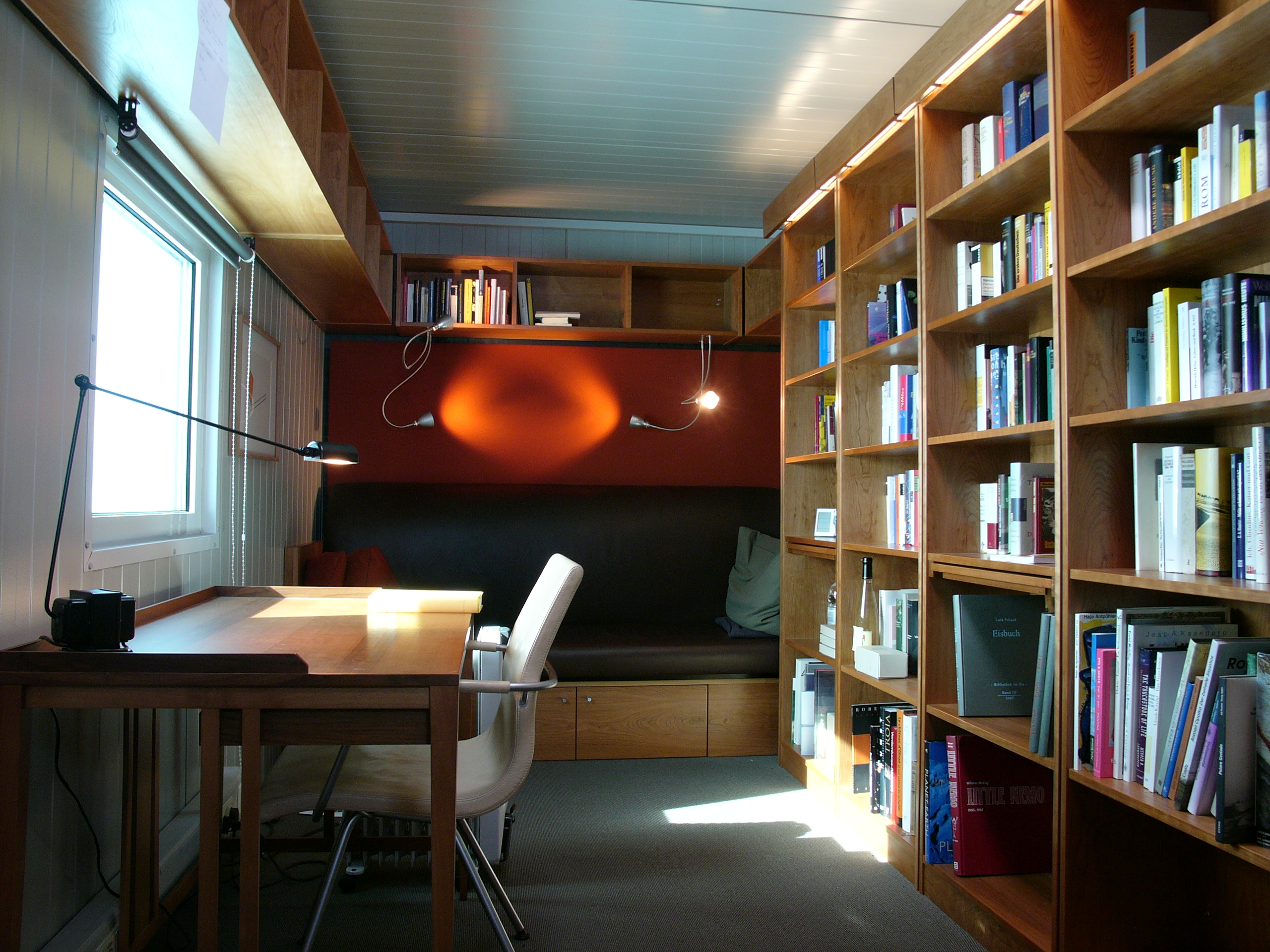
Innenraum der Bibliothek

Das Innere der Bibliothek besteht aus zwei Räumen, einem kleinen Vorraum mit Garderobe und Ablage und dem eigentlichen Leseraum mit Fenster. Es ist ein beheizter Raum, ausgelegt mit Teppichboden, eingerichtet mit Kirschholzregalen und einem Ledersofa mit Kissen. Die Wände sind mit Stoff bespannt und vor dem Fenster steht ein Schreibtisch mit Sessel. Indirektes Licht beleuchtet die Bücher in den Regalen, verschiedene Lichtquellen und Leselampen lassen sich individuell einstellen.

## Zweck
Das Gebäude auf dem Eis soll ein Rückzugsort sein, ein Raum der Kontemplation, der Ruhe zum Nachdenken über das Sein in der Antarktis, über Natur und Zivilisation und über den Umgang mit Raum und Umwelt. Das Kunstwerk ist aber nicht einfach nur ein Container auf dem Eis, sondern eine real benutzbare Bibliothek mit 1000 Büchern, die von Künstlern und Wissenschaftlern aller Disziplinen gestiftet wurden. Jeder Stifter schrieb vorne in das Buch seinen Namen und einen kurzen Kommentar.